# Junonia vosseleriana
Junonia vosseleriana är en fjärilsart som beskrevs av Embrik Strand 1911. Junonia vosseleriana ingår i släktet Junonia och familjen praktfjärilar. Inga underarter finns listade i Catalogue of Life.